# Tim Wiese
Tim Wiese (né le 17 décembre 1981 à Bergisch Gladbach en Rhénanie-du-Nord-Westphalie) est un footballeur international allemand qui évolue au poste de gardien de but. Depuis 2016, il est catcheur.

## Carrière dans le football

### En club
Wiese commence la pratique du football dans les équipes de jeunes du Bayer Leverkusen, où il arrive en 1989 et où il reste dix ans. En 2000, il part pour le SC Fortuna Cologne, club de troisième division allemande, où ses prestations sont bientôt remarquées.
Durant le mercato d'hiver 2001-02, il rejoint le Kaiserslautern, alors en Bundesliga. Il est alors gardien titulaire en équipe réserve, car troisième gardien du club derrière Georg Koch et Roman Weidenfeller. Après le départ de ce dernier pour Dortmund, Wiese se bat avec Koch pour obtenir la place de no 1. Il fait ses grands débuts en Bundesliga lors de la saison 2002-03, profitant des mauvaises prestations de son rival. Il s'assure ainsi une place de titulaire qu'il conserve la saison suivante. Malgré son exclusion lors du 2e match de championnat, il effectue tout le reste de la saison sur le terrain. En novembre 2004, avec l'arrivée chez les Red Devils du vétéran Thomas Ernst, Tim Wiese est relégué sur le banc de touche.
Wiese part alors au Werder Brême en 2005, dans le but de remplacer Andreas Reinke, proche de la retraite. Une déchirure aux ligaments croisés le prive de toute la première partie de saison. La blessure de Reinke en février 2006 lui permet de faire ses débuts en championnat avec le Werder. Il reste titulaire jusqu'à la fin de l'année. Comparé à Oliver Kahn pour son tempérament impulsif, Tim Wiese est marqué par la lourde erreur qu'il commet le 7 mars 2006 face à la Juventus en Ligue des champions. Lors des huitièmes de finale retour, et alors que Brême fait match nul 1-1 et tient sa qualification à deux minutes de la fin du match, le gardien brêmois rattrape la balle facilement, retombe au sol, mais relâche le ballon, ce qui permet à Emerson d'inscrire le but de la victoire.
Wiese se reprend vite, et aide le Werder à accrocher la 2e place de Bundesliga en 2006. La saison suivante, il ne manque que trois rencontres en championnat et voit son équipe se classer troisième, derrière Stuttgart et Schalke. En 2008, il continue sur sa lancée et s'affirme en tant que l'un des meilleurs gardiens du championnat d'Allemagne.
Le 2 mai 2012, il annonce qu'il est transféré à Hoffenheim. Après un début de saison compliqué il est écarté de l'équipe première. En janvier 2014, il résilie son contrat. Dans l'attente d'un nouveau contrat, il se prépare finalement à une reconversion dans le catch à la fin de l'année 2014.

### En sélection
Tim Wiese compte 13 sélections avec les moins de 21 ans allemands, mais attend longtemps une reconnaissance avec l'équipe A. En septembre 2007, il critique publiquement l'entraîneur national Joachim Löw, trouvant que ses bonnes performances mériteraient d'être reconnues au niveau international. Alors qu'il aurait pu profiter des mauvaises prestations du titulaire en sélection Jens Lehmann pour faire ses débuts dans le onze allemand, Joachim Löw lui préfère d'abord René Adler et Robert Enke, eux aussi auteurs de bonnes prestations en Bundesliga.
Il fait cependant ses débuts en 2008, et participe au Mondial 2010 avec la Nationalmanschaft, à la suite de la retraite sportive de Lehmann, en qualité de no 3 derrière Manuel Neuer et Hans-Jörg Butt.

## Carrière dans le catch

### World Wrestling Entertainment (2014-...)
En septembre 2014, Wiese a affirmé qu'il lui avait été offert un contrat de développement par la WWE pour rejoindre leur division NXT.
Il est apparu comme un chronométreur invité lors d'un Live Event à Francfort.
Début juin 2016, Tim Wiese a signé un contrat avec la WWE. En novembre 2016 il est intronisé lors de son premier combat télévisé.

## Palmarès

### En club
Werder Brême
- Championnat d'Allemagne :
  - Vice-champion : 2006 et 2008
- Coupe d'Allemagne :
  - Vainqueur : 2009
  - Finaliste : 2010
- Ligue Europa :
  - Finaliste : 2009

### En sélection
Allemagne
- Coupe du monde
  - Troisième : 2010